# Jordanstorp
Jordanstorp este o arie protejată (arie specială de conservare — SAC, sit de importanță comunitară — SCI) din Suedia întinsă pe o suprafață de 16,7 ha, integral pe uscat.

## Localizare
Centrul sitului Jordanstorp este situat la coordonatele 58°01′12″N 14°31′05″E / 58.0201°N 14.518°E.

## Înființare
Situl Jordanstorp a fost declarat sit de importanță comunitară în decembrie 1998 pentru a proteja un număr necunoscut de specii din flora spontană și fauna sălbatică aflate în arealul zonei. Situl a fost protejat și ca arie specială de conservare în martie 2011.

## Biodiversitate
Situată în ecoregiunea boreală, aria protejată conține 1 habitat natural: Taiga vestică.
La baza desemnării sitului se află un număr nedeclarat de specii protejate.